# Passalus gravelyi
Passalus gravelyi is een keversoort uit de familie Passalidae. De wetenschappelijke naam van de soort is voor het eerst geldig gepubliceerd in 1922 door Moreira.